# Частные производные высших порядков
Пусть задана функция {\displaystyle f(x,y)}. Тогда каждая из её частных производных (если они, конечно, существуют) {\displaystyle \partial f(x,y) \over \partial x} и {\displaystyle \partial f(x,y) \over \partial y}, которые называются также частными производными первого порядка, снова являются функцией независимых переменных {\displaystyle x,y} и может, следовательно, также иметь частные производные. Частная производная {\displaystyle {\partial  \over {\partial x}}\left({\partial f \over {\partial x}}\right)} обозначается через {\displaystyle {\partial ^{2}f \over {\partial x^{2}}}} или {\displaystyle f_{xx}''}, а {\displaystyle {\partial  \over {\partial y}}\left({\partial f \over {\partial x}}\right)} через {\displaystyle \partial ^{2}f \over {\partial y\partial x}} или {\displaystyle f_{xy}''}. Таким образом,
{\displaystyle {\partial  \over {\partial x}}\left({\partial f \over {\partial x}}\right)={\partial ^{2}f \over {\partial x^{2}}}=f_{xx}''},     {\displaystyle {\partial  \over {\partial y}}\left({\partial f \over {\partial x}}\right)={\partial ^{2}f \over {\partial y\partial x}}=f_{xy}''}
и, аналогично,
{\displaystyle {\partial  \over {\partial x}}\left({\partial f \over {\partial y}}\right)={\partial ^{2}f \over {\partial x\partial y}}=f_{yx}''},     {\displaystyle {\partial  \over {\partial y}}\left({\partial f \over {\partial y}}\right)={\partial ^{2}f \over {\partial y^{2}}}=f_{yy}''}.
Производные {\displaystyle f_{xx}'',f_{xy}'',f_{yx}''} и {\displaystyle f_{yy}''} называются частными производными второго порядка.
Определение: частной производной второго порядка от функции {\displaystyle z=f(x;y)} дифференцируемой в области {\displaystyle D}, называется первая производная от соответствующей частной производной. 
Рассматривая частные производные от них, получим всевозможные частные производные 3 порядка: {\displaystyle \partial ^{3}f \over {\partial x^{3}}}, {\displaystyle \partial ^{3}f \over {\partial y\partial x^{2}}}, {\displaystyle \partial ^{3}f \over {\partial y^{2}\partial x}} и т. д.